# Xyris globosa
Xyris globosa är en gräsväxtart som beskrevs av L.A.Nilsson. Xyris globosa ingår i släktet Xyris och familjen Xyridaceae. Inga underarter finns listade i Catalogue of Life.